# Luciano Onder
Luciano Onder (Arsiè, 11 juliol 1943) és un periodista, presentador televisiu i divulgador científic italià.
Va obtenir el seu diploma en història moderna el 1965 amb el professor Renzo De Felice. Des de 1966, va ensenyar a la Universitat de Roma La Sapienza i va començar a treballar a la RAI. De 1966 a 2014, va contribuir a la popularització de la ciència en la RAI, amb l'emissió de Medicina 33, i des 2014, treballa al TG5 del grup Mediaset. El 2014 és doctor honoris causa en Medicina i Cirurgia a la Universitat de Parma. El setembre de 2014 es va unir a l'equip de TG5 i Tgcom24, on està a càrrec del programa de salut, al programa Mattino Cinque. També dirigeix el programa mèdic La casa della salute a San Marino RTV.

## Condecoracions
Medaglia al merito della sanità pubblica (2003)
 Cavaller de l'Orde al Mèrit de la República Italiana, Roma, (2004)

## Programes televisius
- Medicina 33 (1966-1975; Rete 2, 1976-1983; Rai 2, 1983-2014)
- TG2 Salute (Rai 2, 1995-2008)
- La casa della salute (San Marino RTV, de 2013)
- TG5 (Canale 5, de 2014)
- TgCom24 (de 2014)
- La salute prima di tutto - en Mattino Cinque (Canale 5, de 2015)
- TG5 Salute (Canale 5, de 2016)